# Grootouderdag

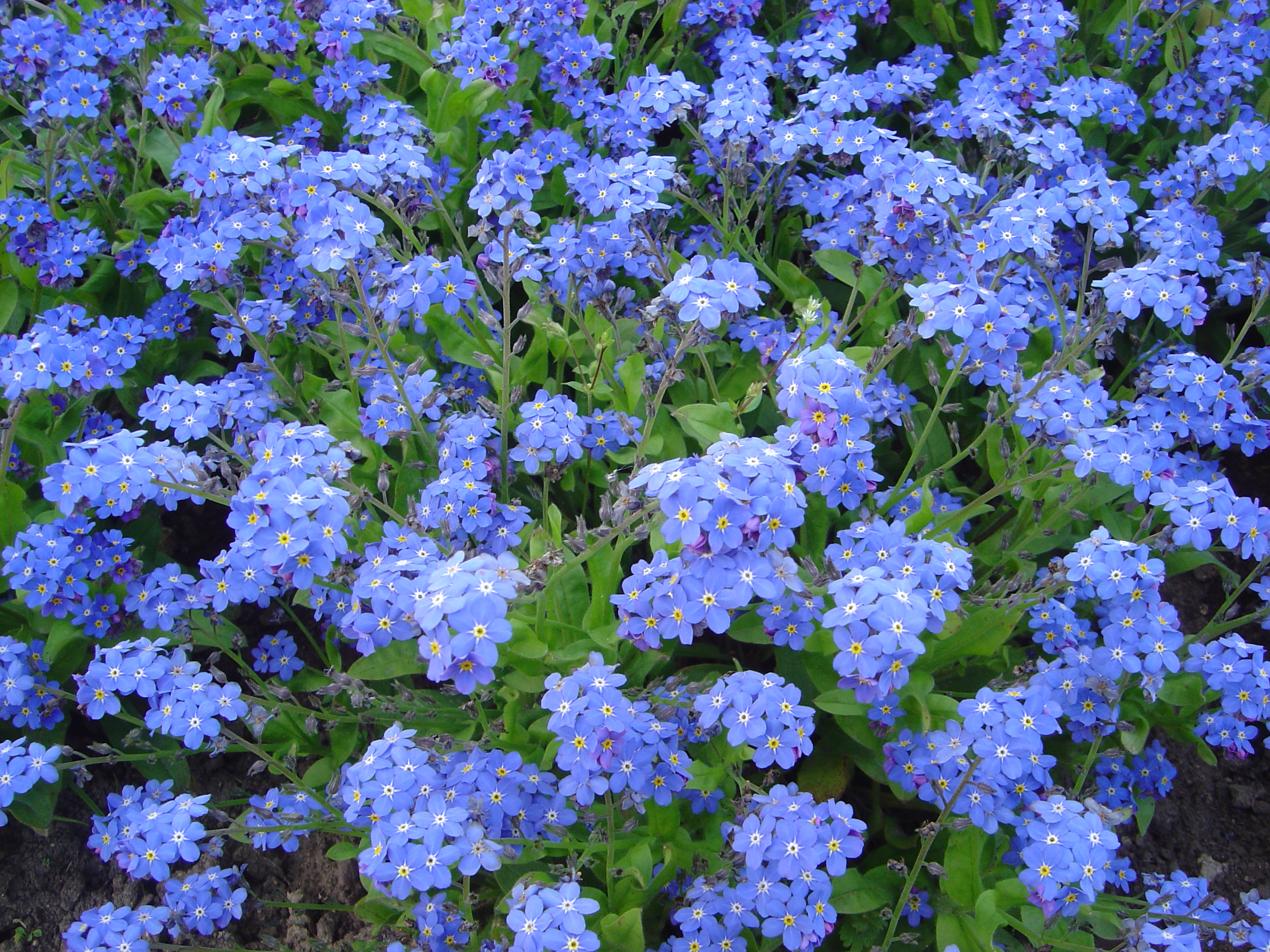
Vergeet-mij-nietje, symbool van de grootouderdag.

Grootouder(s)dag is een wereldlijke feestdag die in verschillende landen wordt gevierd om de band tussen grootouders en kleinkinderen te benadrukken. De viering valt in vele landen op andere dagen van het jaar, als één feestdag of soms als een aparte grootmoederdag en grootvaderdag.
De dag is bedoeld om solidariteit en uitwisseling tussen generaties te bevorderen; kleinkinderen en ouders kunnen grootouders op deze dag bedanken voor hun inzet en liefde.
In sommige landen is er alleen, of ook, een ouderendag. De Verenigde Naties bepleiten de internationale viering van een dag waarop ouderen in het algemeen worden herdacht: de Internationale dag van de ouderen, op 1 oktober.
Als symbool van de grootouderdag geldt, onder meer in de Verenigde Staten, het vergeet-mij-nietje, dat in het voorjaar bloeit.

## Geschiedenis
In katholieke landen wordt de herdenking gevierd op 26 juli, de naamdag van de heilige Anna en de heilige Joachim, die volgens de traditie van de Rooms-Katholieke Kerk en de apocriefe evangeliën de ouders van Maria en dus de grootouders van Jezus Christus waren. In de officiële evangeliën, die de oorspronkelijke Bijbel vormen, wordt Maria's afkomst niet beschreven. Paus Franciscus riep in 2021 de 26e juli uit tot Werelddag voor grootouders en ouderen.
Een van de eerste officiële gedenkdagen was National Grandparents' Day in de Verenigde Staten: het Congres riep in 1978 de eerste zondag na Labor Day uit tot “Nationale Grootouderdag” en op 3 augustus 1978 ondertekende toenmalig president Jimmy Carter de proclamatie.

## In de wereld
- Australië (in enkele staten): de laatste zondag van oktober
- Bangladesh: 9 september
- Brazilië: 26 juli
- Canada: officiële National Grandparents' Day (Journée Nationale des Grands-parents), van 1995 tot 2014
- China: in de Chinese cultuur valt op de 9e dag van de 9e maand van de maankalender het Chongyangfestival, ter ere van de ouderen in het algemeen
  - Hong Kong: grootouderdag op de 2e zondag in oktober
  - Taiwan: grootouderdag (祖父母節, Zǔfùmǔ Jié), sedert 2010, op de 4e zondag in augustus
- Estland: grootouderdag (Vanavanemate päev) op de 2e zondag van september.
- Frankrijk: grootmoederdag (La fête des grands-mères), in 1987 gelanceerd door koffiemerk Café Grand'Mère, de 1e zondag van maart; grootvaderdag de 1e zondag van oktober
- Duitsland: 26 juli (niet algemeen)
- Filipijnen: 2e zondag van september, sedert 1987
- Italië: (Festa Nazionale dei Nonni), op 2 oktober, dag van de Engelbewaarders in de Rooms-Katholieke Kerk
- Japan: "Dag van Respect voor Ouderen", sedert 1966 op de 3e maandag van september
- Mexico:  (Día del Abuelos) gevierd op 28 augustus.
- Nederland: "Opa en Oma Dag", sedert 2004 op 4 juni (niet algemeen)
- Polen: "Dag van de Grootmoeder" (Pools: Dzień Babci), sedert 1964, op 21 januari: "Opa's Dag" (Pools: Dzień Dziadka) een dag later, op 22 januari
- Rusland: op 28 oktober
- Singapore: sedert 1979, op de 4e zondag van november
- Portugal: (Dia dos avós) op 26 juli
- Spanje: (Día de los abuelos y las abuelas) op 26 juli
- Verenigd Koninkrijk: sinds 2008, op de 1e zondag van oktober (niet algemeen)
- Verenigde Staten: sedert 1978, de 1e zondag na Labor Day, begin september
- Zwitserland: 2e zondag van maart.